# Madame Nhu
Trần Lệ Xuân, popularmente conhecida como Madame Nhu (Hanói, então Indochina francesa, 22 de agosto de 1924 - Roma, 24 de abril de 2011), foi a esposa de Ngo Dinh Nhu e cunhada do presidente da República do Vietnam, Ngo Dinh Diem (de 1955 à 1963), que era solteiro. Ela assumiu, assim, o papel de primeira dama do Vietnam, durante aquele período.

## Biografia
Tran Lê Xuân era originária de uma família rica e aristocrática. Seu avô paterno era próximo das autoridades coloniais francesas, e seu pai, Trần Văn Chương, estudou direito na metrópole, antes de se casar com um membro da família imperial do   Vietnam e de ser nomeado embaixador do Vietnam do Sul nos Estados Unidos. A mãe de Tran Lê Xuân, Thân Thị Nam Trân, aliás Nam Tran Chuong, prima do imperador Bao Dai e neta do imperador Dong Khanh, serviu como representante permanente da República do Vietnam nas Nações Unidas.
Estudante medíocre, Tran Lê Xuân abandonou o prestigioso liceu Albert Sarraut antes de concluir os estudos do ensino médio. Em família, ela só falava francês e era incapaz de escrever em língua vietnamita. Tinha então a reputação de ser ter modos de um menino, embora apreciasse a dança e o piano, chegando a dançar no teatro  nacional de Hanói.
Ela recusa o casamento por conveniência e  converte-se ao catolicismo romano antes de se casar com Ngo Dinh Nhu, quinze anos mais velho do que ela, em 1943. O casal teve quatro filhos - duas meninas e dois meninos.
Em dezembro de 1946, após uma insurreição Viet Minh no início da guerra da Indochina, Madame Nhu foi feita prisioneira com sua filha mais velha e sua sogra. Elas ficaram retidas em uma aldeia durante alguns meses, até serem libertadas pelas forças do Corpo Expedicionário Francês no Extremo Oriente (CEFEO). Seu marido é demitido de seu posto na biblioteca nacional pelas autoridades francesas, após a implicação de seu cunhado, Ngô Đình Diệm, nos movimentos nacionalistas. O casal viverá então por alguns anos em Da Lat, onde nascem seus três filhos mais novos.
Enquanto isso, o exército francês é derrotado na batalha de Điện Biên Phủ e o imperador Bao Dai convida  Ngo Dinh Diem  para o posto de primeiro-ministro. Segue-se o fim da monarquia e o referendo de outubro de 1955, fraudado por Ngo Dinh Nhu, que leva seu irmão, Diem, à presidência de uma república instaurada no sul do Vietnam, com sede em Saigon (atual Cidade de Ho Chi Minh).
Diem, irritado por Madame Nhu, obriga-a a exilar-se em um convento de Hong Kong mas logo muda de ideia. Ela se instala então no palácio presidencial com seu marido, cujo poder aumenta, dentro do círculo presidencial. Madame Nhu passa assim a ser considerada como a primeira-dama do país, de 1955 a 1963.
Mulher calculista e sofisticada, aliando controvérsia, influência política e declarações bombásticas, os historiadores lhe atribuem enorme influência sobre o  presidente Diem.
Ela impõe a adoção de um código de direito de família que torna as mulheres legalmente iguais aos homens, banindo a poligamia, o divórcio e o adultério.
Em fevereiro de 1962, Madame Nhu sobrevive a uma tentativa de assassinato do presidente Diem, através do bombardeio aéreo do palácio presidencial. Dois andares do palácio são atingidos.
Com a revolta budista em junho de 1963 e a imolação pública dos bonzos, que ateavam fogo ao próprio corpo, a impopularidade de Diệm fica evidente para o mundo, sobretudo depois que Madame Nhu fala com desenvoltura sobre o "churrasco". O escândalo será fatal para toda a família Ngo.
Por ordem do presidente americano John Kennedy, o embaixador em Saigon, Henry Cabot Lodge, recusa um encontro com Diem a fim de não preveni-lo sobre um golpe de estado preparado por seus generais sob a liderança do general Duong Van Minh, dito « Big Minh » por seu tamanho, o mesmo que Nguyen Van Thieu propõe como interlocutor aceitável para assinar a capitulação incondicional das forças sul-vietnamitas em 30 de abril de 1975, que põe fim à Guerra do Vietnam.
A prisão e o assassinato do Presidente da República, Ngo Dinh Diem, é o ponto alto do golpe organizado pela CIA e levado a cabo pelo general  Duong Van Minh, em novembro de 1963. Na manhã de 2 de novembro de 1963, Diem e seu irmão mais novo, Ngo Dinh Nhu, que era também seu conselheiro, são presos por tropas do exército vietnamita, após a tomada do Palácio Gia Long, em Saigon. O golpe marca o fim dos nove anos do regime.
Madame Nhu, juntamente com seu filho, Ngô Đinh Trác, e sua filha, Ngô Đinh Lê Quyên, segue para Roma, onde vive seu cunhado, o arcebispo Ngô Đình Thục (1897-1984). Retira-se da vida pública, dando raras entrevistas. Em1967, sua filha morre após sofrer um acidente de automóvel. Em julho de 1986, seu irmão, Tran Van Khiem, é acusado de assassinar seus pais, na casa deles,  perto de Washington, DC. Em 1993, após sete anos de internação em hospital psiquiátrico, Khiem é libertado.
No início de abril de 2011, Madame Nhu é levada a um hospital, onde morreria, três semanas mais tarde.  Em suas raras declarações à imprensa, ela sempre culpou os Estados Unidos pela queda do Vietnam do Sul e pela prisão de seu irmão.